# V.I.P. – Die Bodyguards
V.I.P. – Die Bodyguards ist eine US-amerikanische Krimiserie mit Pamela Anderson in der Hauptrolle. Sie wurden in den Vereinigten Staaten von 1998 bis 2002 über Syndication ausgestrahlt.
Nachdem KirchMedia, Partner der Produktionsfirma Columbia Tristar, im Jahr 2002 Insolvenz anmeldete, wurde die Serie eingestellt.

## Handlung
Vallery Irons kommt aus der Provinz nach Los Angeles, um eine Hollywoodkarriere zu machen, stattdessen landet sie jedoch mit ihrer Freundin Maxine De La Cruz in einer Imbissbude. Ihr Glück wendet sich, als sie der Schauspieler Brad Cliff zu einer Filmpremiere einlädt. Dort gelingt es ihr, ein Mordattentat auf Cliff zu verhindern. Der Sensationsjournalismus stürzt sich auf die Geschichte und prompt gilt Vallery Irons als bester Bodyguard der Stadt.
Dies ruft die Firma Colt Arrow Security Services auf den Plan, deren Geschäfte nicht mehr laufen, seit der ehemalige Eigentümer wegen Steuerhinterziehung das Land verlassen hat und die Agentur von den drei Bodyguards Tasha Dexter, Nikki Franco und Quick Williams, sowie der Assistentin Kay Simmons geleitet wird. Vallery Irons wird daraufhin von der Agentur als Aushängeschild angeworben und soll eigentlich nur zum Kundenfang eingesetzt werden. Entsprechend wird der Name zu Vallery Irons Protection, kurz V.I.P., geändert.
Anders als geplant wird Vallery Irons jedoch trotzdem jedes Mal in die Fälle verwickelt.

## Auszeichnungen
- 1999: Emmy-Nominierung Outstanding Main Title Theme Music
- 2002: Emmy-Award Outstanding Achievement in Single Camera Editing
- 2002: Emmy-Nominierung Outstanding Achievement in Makeup
- 2002: Emmy-Nominierung Outstanding Achievement in Sound Editing